# De Raet (I)

Geslachtswapen (1814)

De Raet is een geslacht waarvan een lid sinds 1814 tot de Nederlandse adel behoort en dat met hem in 1825 uitstierf.

## Geschiedenis
De stamreeks begint met Jan Raet (†1523), burgemeester van Zaltbommel. Een nazaat, mr. Gualtherus de Raet (1614-1663), werd op 30 mei 1660 door koning Karel II van Engeland verheven tot baronet. Diens achterkleinzoon, mr. Arent de Raet, 5e baronet (1714-1771), was de vader van een niet-gewettigde zoon, Arent de Raet (1760-1838), stamvader van het adellijke geslacht De Raet (II)
Een andere nazaat uit de jongste tak, mr. Johannes Baptista Franciscus Wilhelmus de Raet, heer van de Wijer (1744-1825) werd bij Souverein Besluit van 28 augustus 1814 benoemd in de ridderschap van Noord-Brabant en ging daardoor tot de Nederlandse adel behoren. Hij stierf ongehuwd in 1825.

## Enkele telgen
Jan Raet (†1523), burgemeester van Zaltbommel
- Roelof Jansz Raet (†1551), schepen en burgemeester van Zaltbommel
  - Arent de Raet (1536-1567)
    - Elias de Raet (1561-1631), koopman
      - Mr. Gualtherus de Raet, 1e baronet (1614-1663), raadsheer bij het Hof van Holland
        - Mr. Arent de Raet (1651-1730), onder andere raad, schepen en burgemeester van Haarlem, bewindvoerder van de VOC
          - Mr. Gualtherus de Raet (1682-1727), onder andere schepen van Haarlem
            - Mr. Arent de Raet, 5e baronet (1714-1771), onder andere raad, schepen en burgemeester van Haarlem
              - [Arent de Raet (1760-1838), niet-gewettigde zoon uit het tweede huwelijk en stamvader van het tweede geslacht De Raet]
- Hendrik de Raet [†1506]
  - Jacob de Raet (†1563), burgemeester van Zaltbommel
    - Hendrik de Raet (1530-1572), schepen en burgemeester van Zaltbommel
      - Arent de Raet (†1612), drost en rentmeester van Hedel
        - Diemer de Raet (†ca. 1655), raad en rentmeester van Albert Graaf van den Bergh
          - Mr. Rutger Ambrosius de Raet, heer van de Wijer, richter van Kranenburg,
            - Mr. Willem de Raet, heer van de Wijer (1674-1739), drost van Boxmeer, enz., raad van Oswald Graaf van den Bergh
              - Mr. Leopoldus Franciscus de Raet, heer van de Wijer (1716-1797), drost van Boxmeer, enz.
                - Jhr. mr. Johannes Baptista Franciscus Wilhelmus de Raet, heer van de Wijer (1744-1825), drost van Boxmeer, laatste adellijke telg van zijn geslacht
                - Maria Cornelia Magdalena de Raet (1747-1813); trouwde in 1777 met Gerbrandus Ignatius van Sasse, heer van Ysselt (1746-1781), telg uit het geslacht Van Sasse van Ysselt en hun nazaat, de genealoog jhr. mr. Alexander van Sasse van Ysselt (1852-1939), publiceerde over dit geslacht De Raet in verband met Huis de Weijer